# Erick Otieno
Erick Otieno, né le 27 septembre 1996 à Nairobi au Kenya, est un footballeur international kényan. Il évolue au poste d'arrière gauche à Raków Częstochowa.

## Biographie

### En club
Né à Nairobi au Kenya, Erick Otieno commence le football dans son pays natal, avec le Gor Mahia FC. En janvier 2017, il rejoint la Géorgie pour s'engager en faveur du Kolkheti 1913 Poti.
Otieno rejoint la Suède en 2018 en s'engageant au Vasalunds IF. Il découvre la troisième division suédoise lors de la saison 2019, lors de la première journée le 6 avril 2019 contre le Karlstad BK (en). Il est titularisé et les deux équipes se neutralisent (2-2).
Le 4 décembre 2019, Otieno s'engage avec l'AIK Solna. Il signe un contrat courant jusqu'en décembre 2024, effectif au 1er janvier 2020,. 
Il fait sa première apparition sous ses nouvelles couleurs le 23 février 2020, lors d'une rencontre de coupe de Suède contre le Jönköpings Södra IF. Il est titularisé et les deux équipes se séparent sur un match nul (2-2). Otieno joue son premier match d'Allsvenskan, l'élite du football suédois, le 18 octobre 2020 contre l'IFK Göteborg. Il entre en jeu à la place d'Erik Ring et son équipe s'impose (2-0 score final).

### En sélection nationale
Erick Otieno honore sa première sélection avec l'équipe nationale du Kenya le 29 mai 2016, en amical contre la Tanzanie (1-1 score final).
Il est ensuite retenu par le sélectionneur Sébastien Migné afin de participer à la coupe d'Afrique des nations en 2019. Il est titulaire lors de cette compétition et joue les trois matchs de son équipe. Avec une victoire et deux défaites, les joueurs kényans ne parviennent pas à sortir de la phase de groupe.